# Halowe Mistrzostwa Świata w Lekkoatletyce 2010 – bieg na 1500 m kobiet
Bieg na 1500 m kobiet – jedna z konkurencji rozgrywanych podczas 13. Halowych Mistrzostw Świata w hali Aspire Dome w Dosze.
Wymagane minimum A do udziału w mistrzostwach świata wynosiło 4:15,00 (uzyskane w hali), bądź - 4:32,00 (na stadionie). Eliminacje odbyły się 12 marca, a finał zaplanowano na ostatni dzień mistrzostw. W konkurencji tej startowała jedna reprezentantka Polski – Sylwia Ejdys.

## Terminarz
| Data          | Godzina | Runda      |
| ------------- | ------- | ---------- |
| 12 marca 2010 | 16:30   | Eliminacje |
| 14 marca 2010 | 16:45   | Finał      |

## Rezultaty
| Poz. - pozycja \| CR - rekord mistrzostw \| NR - rekord kraju                                      |
| PB - rekord życiowy \| SB - najlepszy wynik w sezonie \| X - próba spalona \| – - pominięcie próby |

### Eliminacje
W rundzie eliminacyjnej zawodniczki podzielono na dwie grupy. Do finału awansowały bezpośrednio 3 pierwsze zawodniczki z każdego biegu (Q) oraz dodatkowo 3, które we wszystkich pozostałych biegach uzyskały najlepsze czasy wśród przegranych (q).
| Pozycja | Bieg | Zawodniczka         | Reprezentacja     | Czas    | Uwagi |
| ------- | ---- | ------------------- | ----------------- | ------- | ----- |
| 1       | 2    | Kalkidan Gezahegne  | Etiopia           | 4:08,91 | Q     |
| 2       | 2    | Natalia Rodríguez   | Hiszpania         | 4:09,19 | Q     |
| 3       | 2    | Sylwia Ejdys        | Polska            | 4:09,23 | Q     |
| 4       | 2    | Erin Donohue        | Stany Zjednoczone | 4:10,12 | q, PB |
| 5       | 1    | Gelete Burka        | Etiopia           | 4:12,08 | Q     |
| 6       | 1    | Anna Alminowa       | Rosja             | 4:12,50 | Q     |
| 7       | 1    | Sarah Bowman        | Stany Zjednoczone | 4:12,91 | Q, PB |
| 8       | 2    | Natalla Karejewa    | Białoruś          | 4:12,91 | q     |
| 9       | 1    | Helen Clitheroe     | Wielka Brytania   | 4:13,97 | q     |
| 10      | 1    | Fanjanteino Félix   | Francja           | 4:14,62 |       |
| 11      | 2    | Jewgienija Zołotowa | Rosja             | 4:15,33 |       |
| 12      | 1    | Irene Jelagat       | Kenia             | 4:15,63 | q     |
| 13      | 2    | Kelly McNeice-Reid  | Irlandia          | 4:16,26 |       |
| 14      | 2    | Charlotte Best      | Wielka Brytania   | 4:16,40 |       |
| 15      | 2    | Nicole Edwards      | Kanada            | 4:16,46 |       |
| 16      | 1    | Roseanne Galligan   | Irlandia          | 4:17,04 |       |
| 17      | 1    | Ulrika Johansson    | Szwecja           | 4:22,94 |       |
| –       | 1    | Eliane Saholinirina | Madagaskar        | DNF     |       |

### Finał
| Pozycja | Zawodniczka        | Reprezentacja     | Czas    | Uwagi |
| ------- | ------------------ | ----------------- | ------- | ----- |
|         | Kalkidan Gezahegne | Etiopia           | 4:08,14 |       |
|         | Natalia Rodríguez  | Hiszpania         | 4:08,30 |       |
|         | Gelete Burka       | Etiopia           | 4:08,39 |       |
| 4       | Sylwia Ejdys       | Polska            | 4:09,24 |       |
| 5       | Irene Jelagat      | Kenia             | 4:09,57 | PB    |
| 6       | Erin Donohue       | Stany Zjednoczone | 4:09,59 | PB    |
| 7       | Helen Clitheroe    | Wielka Brytania   | 4:10,38 |       |
| 8       | Sarah Bowman       | Stany Zjednoczone | 4:10,72 | PB    |
| 9       | Natalla Karejewa   | Białoruś          | 4:12,76 |       |
| DSQ     | Anna Alminowa      | Rosja             | 4:09,81 |       |